# إثاسكون أرامبورو
إثاسكون أرامبورو بالدا (بالإسبانية: Izaskun Aramburu Balda، ولدت في 22 ديسمبر 1975، سان سباستيان، غيبوثكوا، إسبانيا) رياضية إسبانية. تتنافس في رياضة كانو- كاياك (الكانوي)، تتخصص في سباق الكاياك (Kayak).
حصلت على ميداليتين ذهبيتين في بطولات العالم للكانو كاياك، وعلى الميدالية الذهبية في بطولة أوروبا للكانو كاياك عام 1997.

## إنجازاتها

### بطولة العالم للكانو كاياك (الكانوي)
- 1997 دارتموث  كندا:  ميدالية برونزية في سباق الكاياك «كي 2» لمسافة 500 متر.
- 1997 دارتموث  كندا:  ميدالية برونزية في سباق الكاياك «كي 4» لمسافة 500 متر.
- 1998 سزيغيت  المجر:  ميدالية برونزية في سباق الكاياك «كي 2» لمسافة 500 متر.
- 1998 سزيغيت  المجر:  ميدالية برونزية في سباق الكاياك «كي 4» لمسافة 500 متر.
- 1999 ميلانو  إيطاليا:  ميدالية ذهبية في سباق الكاياك «كي 2» لمسافة 200 متر.
- 2001 بوزنان  بولندا:  ميدالية ذهبية في سباق الكاياك «كي 2» لمسافة 200 متر.

### بطولة أوروبا للكانو كاياك (الكانوي)
- 1997 بلوفديف  بلغاريا:  ميدالية ذهبية في سباق الكاياك «كي 2» لمسافة 200 متر.
- 1997 بلوفديف  بلغاريا:  ميدالية فضية في سباق الكاياك «كي 4» لمسافة 200 متر.
- 1997 بلوفديف  بلغاريا:  ميدالية فضية في سباق الكاياك «كي 2» لمسافة 500 متر.
- 1997 بلوفديف  بلغاريا:  ميدالية برونزية في سباق الكاياك «كي 4» لمسافة 500 متر.
- 1999 زغرب  كرواتيا:  ميدالية فضية في سباق الكاياك «كي 4» لمسافة 500 متر.
- 1999 زغرب  كرواتيا:  ميدالية برونزية في سباق الكاياك «كي 2» لمسافة 500 متر.
- 2000 بوزنان  بولندا:  ميدالية برونزية في سباق الكاياك «كي 4» لمسافة 200 متر.
- 2000 بوزنان  بولندا:  ميدالية برونزية في سباق الكاياك «كي 4» لمسافة 1.000 متر.

## روابط خارجية
- إثاسكون أرامبورو على موقع أوليمبيديا (الإنجليزية)